# Afrotyphlops congestus
Afrotyphlops congestus är en ormart som beskrevs av Duméril och Bibron 1844. Afrotyphlops congestus ingår i släktet Afrotyphlops och familjen maskormar. Inga underarter finns listade i Catalogue of Life.
Denna orm förekommer i centrala Afrika från sydöstra Nigeria och västra Uganda till sydvästra Kongo-Kinshasa. Arten lever i låglandet och i kulliga områden. Den vistas i fuktiga skogar, i galleriskogar och troligtvis i återskapade skogar. Afrotyphlops congestus gräver i lövskiktet och i det översta jordlagret. Den har myror och termiter som föda. Honor lägger ägg.
För beståndet är inga hot kända. Hela populationen anses vara stabil. Några exemplar säljs som fiskbete. IUCN listar arten som livskraftig (LC).